# Jacobus Psychrestas
Jacobus Psychrestas (5. század) orvos.
Alexandriában született, kitűnő orvos volt. Orvosi kiképzését apjától, a damaszkuszi Hészükhiosztól nyerte. I. Leó uralkodása alatt Bizáncban telepedett le, le és részint nagy tudása részint a betegek kedélyére megnyugtató hatást gyakorló, biztos és bizalmat keltő modora által, a melynek fényes gyógyeredményeit jórészt köszönhette, oly nagy hírnévre tett szert, hogy a császártól a „comes archiatrorum" címet nyerte, a nép pedig szóthérnek és krisztosznak, vagyis megmentőnek és megváltónak nevezte el. Jacobus az orvosi irodalomban a „Psychrestus" melléknevet azért kapta, mert idült betegségekben szenvedőknek főleg folyékony és hüsítő táplálékot szokott rendelni. A 6. században Trallészi Alexandrosz, a kor legkiválóbb orvosa  Jacobust istentől különösen kegyelt, nagy férfiunak mondotta. A Szuda-lexikon említi néhány munkáját, de ezek nem maradtak fenn.